# Gaceta Oficial de Venezuela
La Gaceta Oficial de Venezuela es el periódico oficial del Gobierno de Venezuela. Su función es la publicación de leyes, reglamentos, acuerdos, circulares, órdenes y demás actos expedidos por los Poderes de la Federación Venezolana, a fin de que estos sean observados y aplicados debidamente en sus respectivos ámbitos de competencia en el territorio nacional.

## Historia
La Gaceta Oficial de Venezuela fue creada por decreto de fecha 11 de octubre de 1872 por el entonces presidente Antonio Guzmán Blanco y su primer número fue publicado el 15 de octubre de 1872. Por rango de Ley, la Gaceta Oficial se estableció como órgano de difusión de todo lo concerniente al Estado, el 23 de mayo de 1928 durante el gobierno de Juan Vicente Gómez.
En la Ley de Publicaciones Oficiales (22 de julio de 1941, artículo 26) se deroga explícitamente lo que dictó Juan Vicente Gómez y en su artículo primero indica que a partir de ese momento las leyes deberán publicarse en Gaceta Oficial en cumplimiento al artículo 86 y 100 de la Constitución Nacional.

## Actualidad

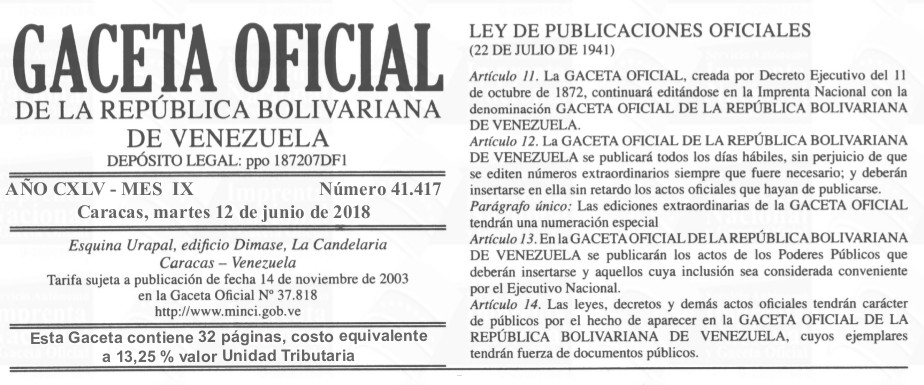
Epígrafe de la Gaceta Oficial de la República Bolivariana de Venezuela Número 41417.

Desde el año 2002, durante la presidencia de Hugo Chávez y signado en el Decreto N° 1.928, la impresión, publicación y distribución de la Gaceta Oficial está a cargo del Servicio Autónomo Imprenta Nacional, ente adscrito al Ministerio del Poder Popular para la Comunicación y la Información.

## Presentación en la web
La gaceta oficial tiene dos presentaciones que tiene como referencia:
- La gaceta ordinaria que inicia en el N° 36902 (fecha 29/02/2000) al N° 42259 (19/11/2020) y continua actualizándose
- La gaceta extraordinaria que inicia en el N° 5513 (fecha 16/01/2001) al N° 6661 (4/11/2021) y continua actualizándose